# Brian Tyree Henry
Brian Tyree Henry (Fayetteville, 31 marzo 1982) è un attore statunitense.
È principalmente noto per il ruolo di Alfred "Paper Boi" Miles nella serie televisiva Atlanta, con il quale ha ricevuto una candidatura al Premio Emmy, ai Critics' Choice Television Award ed ai Screen Actors Guild Award. 
Nel 2022 ottiene il plauso della critica per la sua performance nella pellicola drammatica Causeway, con la quale si è guadagnato una candidatura al Premio Oscar come miglior attore non protagonista.

## Biografia
Henry nasce a Fayetteville, in Carolina del Nord, ma cresce a Washington. Suo padre era un membro dell'esercito statunitense mentre sua madre, morta nel 2016, era un'educatrice. Henry ha anche frequentato il Morehouse College di Atlanta, in Georgia.
Muove i primi passi nella recitazione tra il 2007 e il 2009, dividendosi fra teatro e televisione. Si esercita in varie opere teatrali come Romeo e Giulietta, nei panni di Tebaldo, The Book of Mormon (2011) e La fortezza della solitudine (2014), dove interpreta Robert Woolfolk. Nel 2009 esordisce in televisione in un episodio della serie televisiva Law & Order - Unità vittime speciali e successivamente ha dei piccoli ruoli nelle serie The Good Wife e Boardwalk Empire - L'impero del crimine. 
Nel 2016 ottiene il plauso della critica per il ruolo di Alfred "Paper Boi" Miles nella serie commedia Atlanta, con il quale ha ricevuto una candidatura al Premio Emmy ed ai Critics' Choice Television Award come miglior attore non protagonista in una serie commedia, ed ai Screen Actors Guild Award come miglior cast in una serie commedia.
Nel 2017 appare nella serie drammatica This Is Us, con il quale ottiene una candidatura al Premio Emmy come miglior attore guest star in una serie drammatica. Lo stesso anno ha un ruolo secondario nella pellicola biografica Crown Heights e nel film sentimentale L'unica. L'anno seguente ha recitato a Broadway nell'opera Lobby Hero, con il quale ha ricevuto una candidatura ai Tony Award come miglior attore non protagonista in un'opera teatrale.
Nel 2018 ha un ruolo di rilievo nella pellicola Hotel Artemis. Sempre lo stesso anno prende parte ai film Widows - Eredità criminale e Cocaine - La vera storia di White Boy Rick e presta la sua voce per il film d'animazione Spider-Man - Un nuovo universo. L'anno seguente partecipa al film horror La bambola assassina, remake dell'omonimo film del 1988, nel ruolo del detective Mike Norris, ed ha un piccolo ruolo nel film drammatico Joker.
Nel 2021 prende parte al Marvel Cinematic Universe interpretando Phastos in Eternals, diretto da Chloé Zhao. Lo stesso anno recita nel film di fantascienza Godzilla vs. Kong. Nel 2022 è co-protagonista al fianco di Jennifer Lawrence nel film drammatico Causeway, diretto da Lila Neugebauer. Grazie a questo ruolo riceve una candidatura ai Gotham Independent Film Awards e agli Oscar per la miglior interpretazione non protagonista. Nel 2023 viene confermata la sua presenza nel sequel di Godzilla vs. Kong, intitolato Godzilla e Kong - Il nuovo impero (2024).

## Filmografia

### Attore

#### Cinema
- My America, regia di Hal Hartley (2014)
- Puerto Ricans in Paris, regia di Ian Edelman (2015)
- Person to Person, regia di Dustin Guy Defa (2017)
- Crown Heights, regia di Matt Ruskin (2017)
- L'unica (Irreplaceable You), regia di Stephanie Laing (2017)
- Family, regia di Laura Steinel (2018)
- Hotel Artemis, regia di Drew Pearce (2018)
- Widows - Eredità criminale (Widows), regia di Steve McQueen (2018)
- Cocaine - La vera storia di White Boy Rick (White Boy Rick), regia di Yann Demange (2018)
- Se la strada potesse parlare (If Beale Street Could Talk), regia di Barry Jenkins (2018)
- La bambola assassina (Child's Play), regia di Lars Klevberg (2019)
- Joker, regia di Todd Phillips (2019)
- Superintelligence, regia di Ben Falcone (2020)
- La donna alla finestra (The Woman in the Window), regia di Joe Wright (2021)
- Godzilla vs. Kong, regia di Adam Wingard (2021)
- Eternals, regia di Chloé Zhao (2021)
- Bullet Train, regia di David Leitch (2022)
- Causeway, regia di Lila Neugebauer (2022)
- Godzilla e Kong - Il nuovo impero (Godzilla x Kong: The New Empire), regia di Adam Wingard (2024)
- The Fire Inside, regia di Rachel Morrison (2024)

#### Televisione
- Law & Order - Unità vittime speciali — serie TV, 1 episodio (2009)
- Last of the Ninth - film TV, regia di Carl Franklin (2009)
- The Good Wife — serie TV, 1 episodio (2010)
- My America — serie TV, 1 episodio (2012)
- Boardwalk Empire - L'impero del crimine — serie TV, 2 episodi (2013)
- The Knick — serie TV, 1 episodio (2014)
- Le regole del delitto perfetto — serie TV, 1 episodio (2017)
- This Is Us — serie TV, 1 episodio (2017)
- Vice Principals — serie TV, 3 episodi (2016-2017)
- Atlanta — serie TV, (2016-2022)
- Room 104 — serie TV, 1 episodio (2018)
- The Tonight Show Starring Jimmy Fallon — talk show, 1 episodio (2018)
- Drunk History — serie TV, 1 episodio (2018)
- Class of '09 — Serie TV, 8 episodi (2023)

### Doppiatore
- Spider-Man - Un nuovo universo (Spider-Man: Into the Spider-Verse), regia di Bob Persichetti, Peter Ramsey e Rodney Rothman (2018)
- Vivo, regia di Kirk DeMicco e Brandon Jeffords (2021)
- Spider-Man: Across the Spider-Verse, regia di Joaquim Dos Santos, Kemp Powers, Justin K. Thompson (2023)
- Transformers One, regia di Josh Cooley (2024)

## Riconoscimenti
- Premio Oscar
  - 2023 – Candidatura al miglior attore non protagonista per Causeway

- Critics' Choice Movie Award
  - 2023 – Candidatura per il miglior attore non protagonista per Causeway[14]

- Critics' Choice Television Award
  - 2019 – Candidatura per il miglior attore non protagonista in una serie commedia per Atlanta
- Gotham Independent Film Awards
  - 2022 – Candidatura per la miglior performance non protagonista per Causeway
  - 2024 – Candidatura per la miglior interpretazione non protagonista per The Fire Inside[15]
- Independent Spirit Awards
  - 2023 – Candidatura per la miglior performance non protagonista per Causeway[16]

- MTV Movie & Tv Awards
  - 2017 – Candidatura per il miglior duo (condiviso con Lakeith Stanfield) per Atlanta

- Premio Emmy[17]
  - 2017 – Candidatura per il miglior attore guest star in una serie drammatica per This Is Us
  - 2018 – Candidatura per il miglior attore non protagonista in una serie commedia per Atlanta

- Screen Actors Guild Award
  - 2019 – Candidatura per il miglior cast in una serie commedia per Atlanta[5]

- Tony Award
  - 2018 - Candidatura per il miglior attore non protagonista in un'opera teatrale[6]

## Doppiatori italiani
Nelle versioni in italiano delle opere in cui ha recitato, Brian Tyree Henry è stato doppiato da:
- Simone Mori in Atlanta (st. 1-3), Hotel Artemis, Widows - Eredità criminale, Se la strada potesse parlare, La bambola assassina, Godzilla vs. Kong, Bullet Train, Causeway, Godzilla e Kong - Il nuovo impero
- Dodo Versino in L'unica, Joker
- Gabriele Tacchi in Room 104, Superintelligence
- Paolo Marchese in Vice Principals
- Achille D'Aniello in The Good Wife
- Fabrizio Vidale in Atlanta (st. 4)
- Roberto Draghetti in Cocaine - La vera storia di White Boy Rick
- Stefano Alessandroni in La donna alla finestra
- Simone Leonardi in Eternals
- Massimo De Ambrosis in Class of '09

Da doppiatore è sostituito da:
- Simone Mori in Spider-Man - Un nuovo universo, Spider-Man: Across the Spider-Verse, L'elefante del mago, Transformers One
- Fabri Fibra in Vivo